# Hipata
Hipata (grec antic ἡ Ὑπάτη o τὰ Ὕπατα, llatí Hypata, grec modern Υπάτη) fou una antiga ciutat capital dels enians de Tessàlia en la Grècia antiga, a la vall de l'Esperqueu, al peu del Mont Oeta. En temps de les guerres de Roma a Grècia era una ciutat de la Lliga Etòlia. Les dones de la ciutat, com d'altres llocs de Tessàlia, eren famoses per la seva habilitat en màgia.

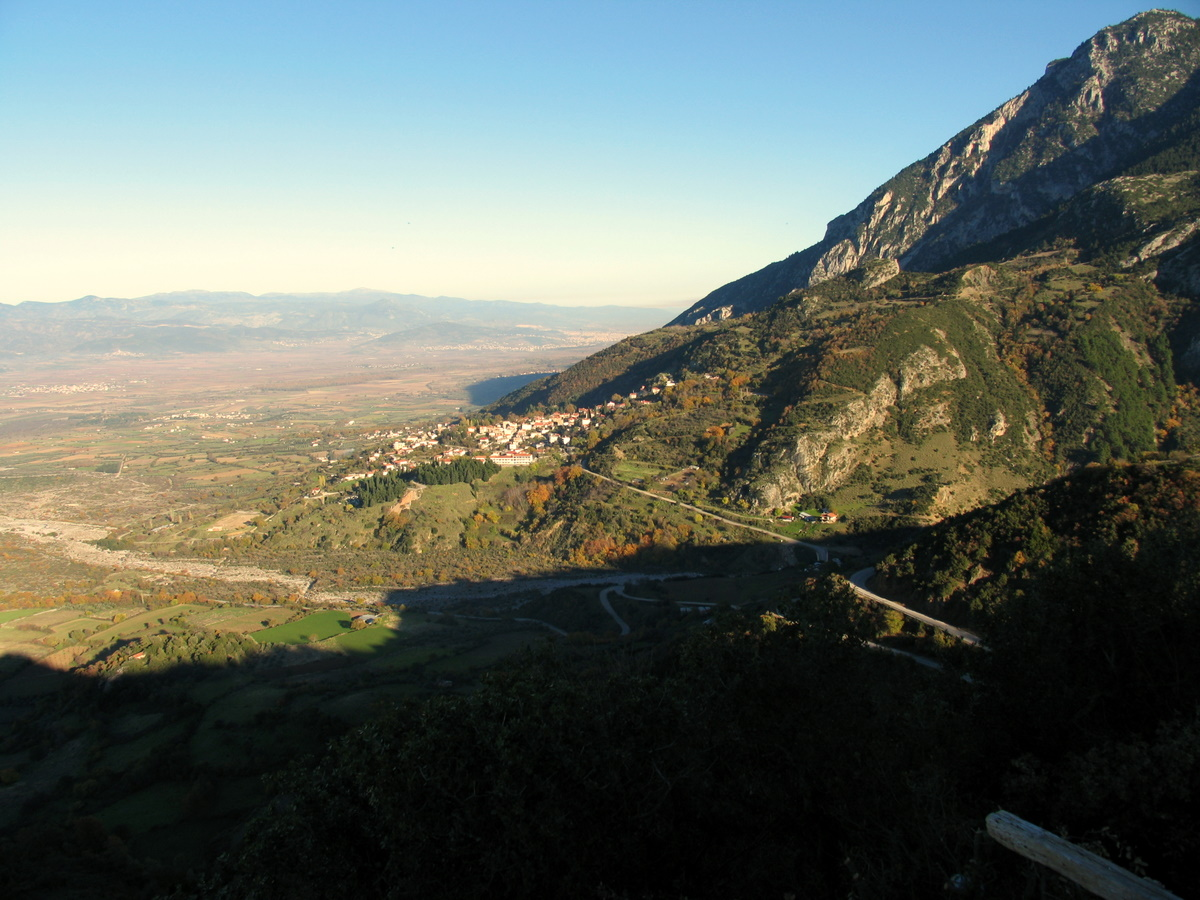
L'Ypati modern el 2006

La ciutat és esmentada per Hièrocles al segle vi al lloc de la moderna Neópatra on es van descobrir inscripcions amb el nom Hypata. A l'edat mitjana va canviar el nom a Neae Patrae. A l'església metropolitana destaca una columna de marbre blanc i a fora les muralles una inscripció hel·lènica.
Va ser la capital del Ducat de Neopàtria durant la dominació catalana, del 1319 al 1390.

## El poble d'Ypati modern
En l'actualitat el nom del poble és Ypati amb 4541 habitants (2011), fusionat amb la ciutat de Làmia a Grècia. Durant l'ocupació turca de Grècia tenia el nom de Patracık. Tres batalles hi van tenir lloc durant la Guerra d'independència de Grècia (1821-1830):
el 18 d'abril del 1821, el maig del 1821 i el 2 d'abril del 1822. El 1830 va integrar la nova Grècia independent i va recobrar el seu nom antic el 10 de gener del 1834.
Durant la Segona Guerra Mundial, va ser ocupat per les Potències de l'Eix. Quinze habitants van ser afusellats el 1942 després de la destrucció del pont estratègic sobre el Gorgopotamos, com a represàlia d'aquest acte de sabotatge. El 14 de juny, els alemanys van encerclar el poble, mataren 28 persones i incendiaren 375 dels 400 edificis.